# Доденбург
Доденбург (нем. Dodenburg) — община в Германии, в земле Рейнланд-Пфальц. 
Входит в состав района Бернкастель-Витлих. Подчиняется управлению Виттлих-Ланд.  Население составляет 106 человек (на 31 декабря 2010 года). Занимает площадь 3,84 км².